# Martin Van Den Bossche

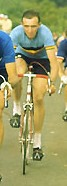
Martin Van Den Bossche

Martin Van Den Bossche (ur. 10 marca 1941 w Hingene) – belgijski kolarz szosowy. Van Den Bossche rozpoczął swoją profesjonalną karierę w 1963 roku występując w ekipę Solo-Terrot. Wcześniej Martin z sukcesami odnosił występy w wyścigach i turniejach amatorskich. W 1959 roku został mistrzem Belgii amatorów w kolarstwie szosowym. Największym sukcesem w karierze Martina było zwycięstwo w klasyfikacji górskiej w Giro d’Italia 1970. Martin dwukrotnie zajmował miejsce w pierwszej dziesiątce na Tour de France w roku 1966 oraz 1970.
Martin Van Den Bossche zakończył swoją karierę w 1973 w wieku 32 lat.

## Sukcesy
- Mistrz Belgii Amatorów w kolarstwie szosowym 1959
- 10. miejsce na Tour de France 1966
- Zwycięstwo w klasyfikacji górskiej w Giro d’Italia 1970
- 4. miejsce na Tour de France 1970